# Coutances
Coutances – miejscowość i gmina we Francji, w regionie Normandia, w departamencie Manche.
Według danych na rok 1990 gminę zamieszkiwało 9715 osób, a gęstość zaludnienia wynosiła 777 osób/km² (wśród 1815 gmin Dolnej Normandii Coutances plasuje się na 15. miejscu pod względem liczby ludności, natomiast pod względem powierzchni na miejscu 358.).
Miejscowość znana przede wszystkim z XIII-wiecznej katedry z dwuwieżową fasadą, stanowiącej jedno z najznakomitszych dzieł normandzkiego gotyku. Jest to trójnawowa bazylika z transeptem, chórem z obejściem oraz masywną i wyniosłą (57 m), ośmiokątną wieżą na przecięciu naw, zwieńczoną latarnią. 
Do innych miejscowych zabytków starej architektury należy również gotycki kościół Saint-Pierre z XV-XVI wieku oraz późniejszy kościół Saint-Nicolas (XVI-XVII w., z przedsionkiem z XIII stulecia).
Od 1882 corocznie w maju Coutances jest miejscem festiwalu Jazz Sous Les Pommiers (Jazz pod Jabłoniami). 

## Galeria zdjęć

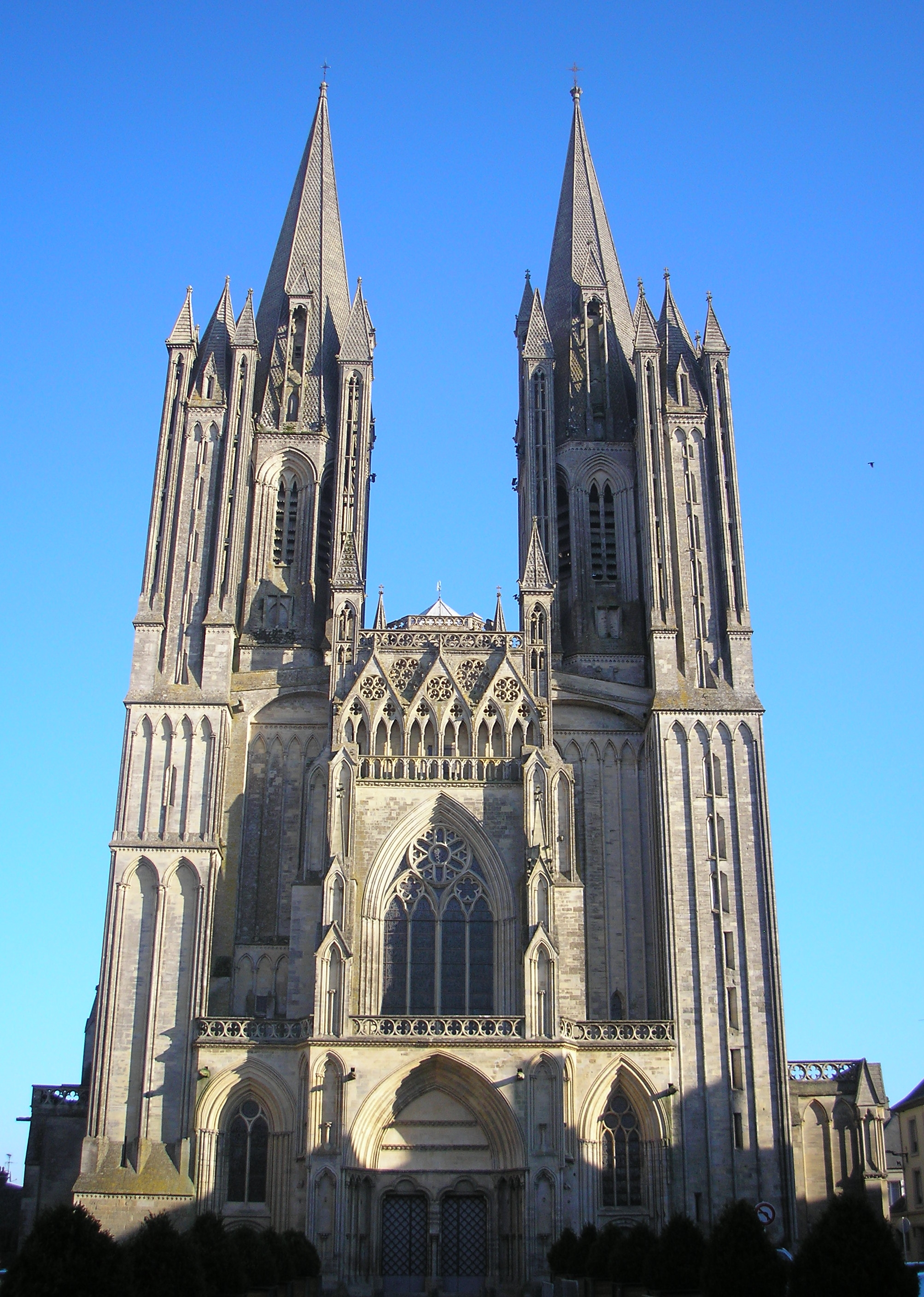
Fasada katedry
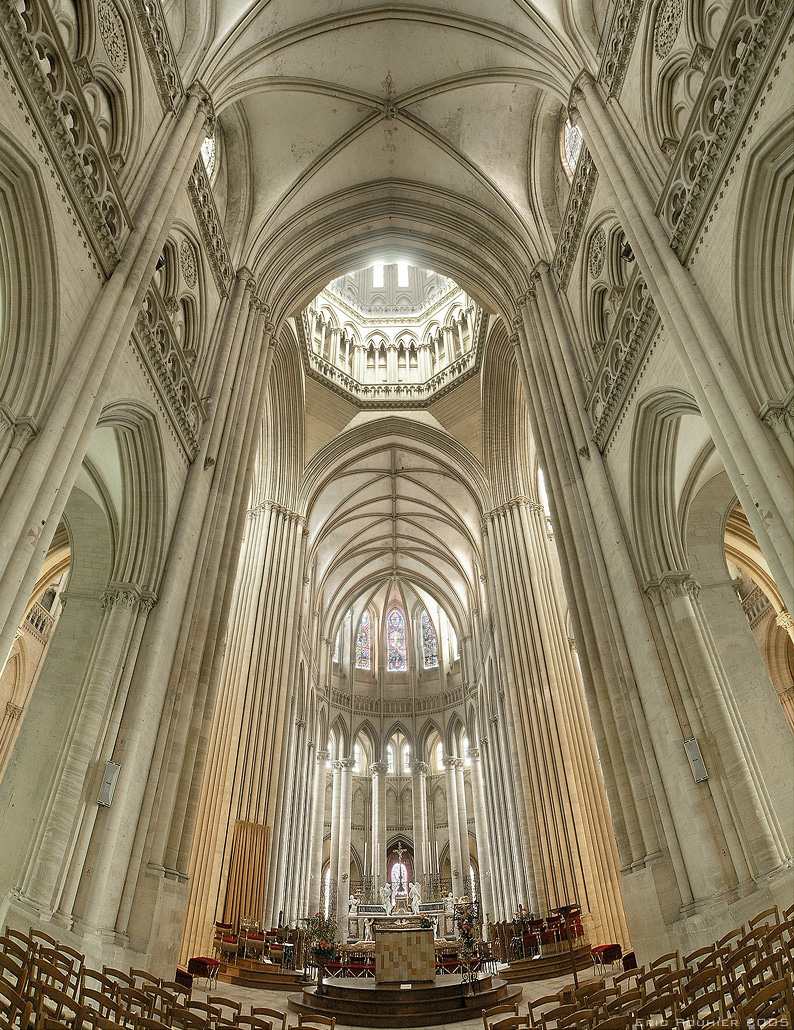
Wnętrze katedry
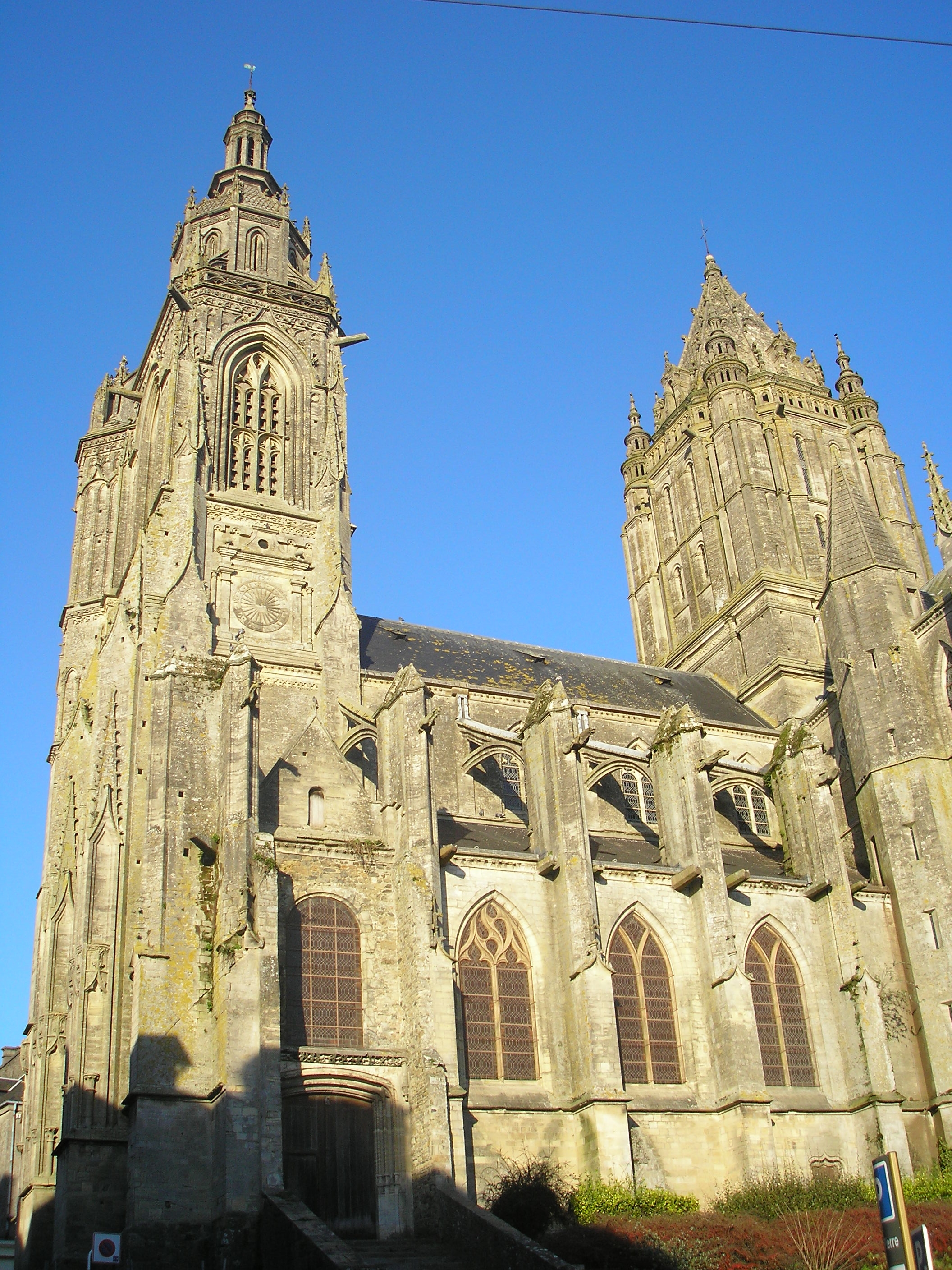
Kościół Saint-Pierre
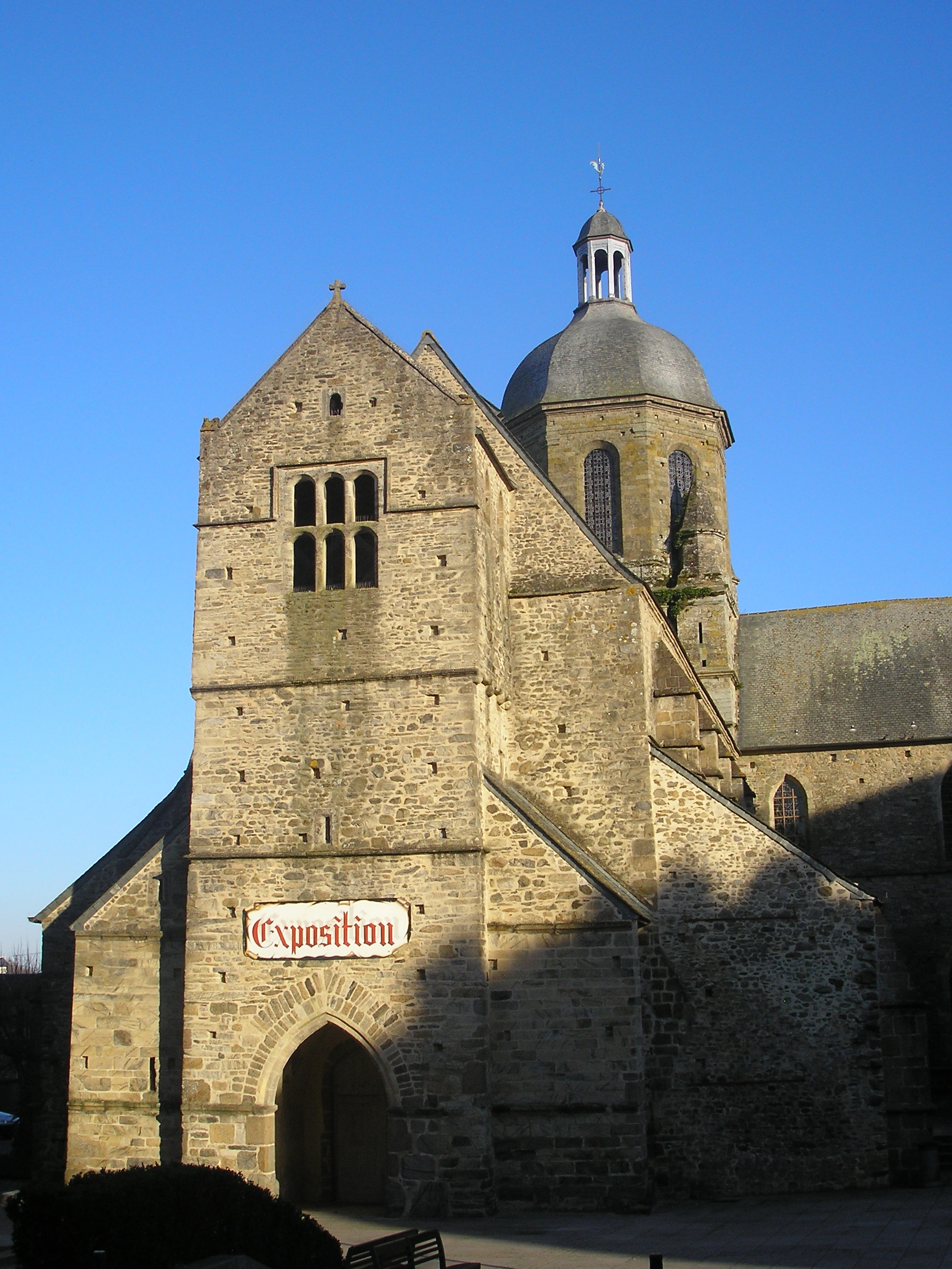
Kościół Saint-Nicolas